# Goniopteroloba conjuncta
Goniopteroloba conjuncta là một loài bướm đêm trong họ Geometridae.